# Georgios Souris

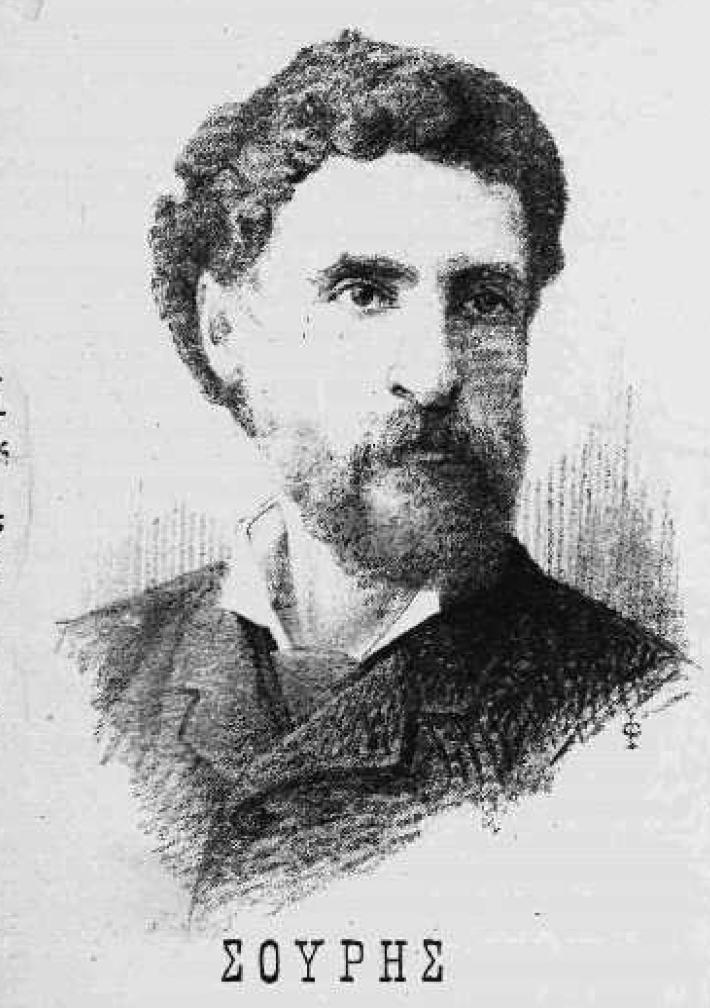
Georgios Souris.

Georgios Souris (grekiska:  Γεώργιος Σουρής), född den 2 februari 1853 i Ermoupoli, död den 26 augusti 1919 i Pireus, var en grekisk skald.
Souris är mest känd som utgivare av skämttidningen "Romios" (Greken) på vers från början till slut. Han var en stor begåvning, som jämförts med Rudyard Kipling och Albert Engström, men han ansågs ibland ha för brått med nedskrivandet av sin poesi. År 1907 föreslogs han till erhållande av det litterära Nobelpriset.